# Tell Me 'Bout It
Tell Me 'Bout It è un brano della cantante inglese Joss Stone estratto come primo singolo dell'album, Introducing Joss Stone del 2007. Il singolo è stato pubblicato nel marzo 2007.

## Tracce
CD single
1. "Tell Me 'Bout It" – 2:53
2. "My God" – 3:48

American and Mexican promo CD single
1. "Tell Me 'Bout It" (Radio Edit)
2. "Tell Me 'Bout It" (Album Version)

A Yam Who? Rework digital single
1. "Tell Me 'Bout It" (A Yam Who? Rework) – 4:21
2. "Tell Me 'Bout It" (A Yam Who? Club Rework) – 9:38

## Mixes
- Album Version – 2:49
- Radio Edit – 2:43
- A Yam Who? Rework – 4:21
- A Yam Who? Club Rework – 9:38

## Classifiche
| Chart (2007)                        | Peak position |
| ----------------------------------- | ------------- |
| Ö3 Austria Top 40                   | 60            |
| Brazilian Hot 100 Songs & Tracks    | 13            |
| Croatian Singles Chart              | 24            |
| Dutch Top 40                        | 8             |
| Dutch Mega Top 50                   | 1             |
| Eurochart Hot 100 Singles           | 96            |
| German Singles Chart                | 64            |
| Greek Singles Chart                 | 29            |
| Italian Singles Chart               | 12            |
| Lithuania Airplay Chart             | 20            |
| Netherlands Antillean Singles Chart | 1             |
| Polish Singles Chart                | 66            |
| Portuguese Singles Chart            | 46            |
| Swiss Singles Chart                 | 33            |
| Turkish Airplay Chart               | 4             |
| UK Singles Chart                    | 28            |
| UK R&B Singles Chart                | 11            |
| U.S. Billboard Hot 100              | 83            |
| U.S. Billboard Pop 100              | 73            |
| U.S. Billboard Hot Digital Songs    | 68            |
| U.S. Billboard Hot Videoclip Tracks | 1             |